# Leptadrillia splendida
Leptadrillia splendida é uma espécie de gastrópode do gênero Leptadrillia, pertencente a família Drilliidae.